# 清水公照
清水 公照（しみず こうしょう、本名：清水 睦治（しみず むつじ）、1911年1月3日 - 1999年5月6日）は、華厳宗の僧侶。兵庫県飾磨郡曽左村（現・姫路市）出身。
第207世、第208世東大寺別当、華厳宗管長となり、大仏殿昭和大修理を行った。独特の味わいのある書画、陶芸で知られる。1963年頃から「泥仏（どろぼとけ）」と称するユニークな小さな仏像を制作した。泥仏庵と号す。また、「今良寛」の異名がある。

## 経歴
- 1927年：東大寺塔頭宝厳院に入寺。清水公俊の下僧名公照となる。
- 1933年：龍谷大学文学部仏教学科卒。天龍寺の関精拙のもとで4年間参禅。
- 1937年：東大寺塔頭龍蔵院、同上生院住職となる。
- 1945年：終戦を出征先の中国廬山で迎える。師父清水公俊大僧正死去。
- 1946年：帰国。東大寺塔頭宝厳院住職となる。
- 1947年：今日の東大寺学園中学校・高等学校の前身・青々中学を創設、校長となる。書道教師を兼任、あだ名は「ネギ坊主」だった。
- 1959年：東大寺勧学院院長。
- 1963年：東大寺学園幼稚園園長、女子学院院長となる。
- 1969年：華厳宗宗務長､東大寺執事長､学校法人東大寺学園理事長となる｡
- 1971年：大仏殿大屋根昭和大修理のため以後10年に亘る活動を始める。
- 1975年：上司海雲別当の死去に伴い、大僧正､華厳宗管長､東大寺第207世別当就任｡
- 1978年：東大寺第208世別当に再任。
- 1980年：大仏殿の昭和大修理が完成し、落慶大法要を行う。
- 1981年：別当を引退し、東大寺長老。仏教伝道文化賞受賞。
- 1994年：「姫路市書写の里・美術工芸館」が開館し、名誉館長に就任。
- 1999年：死去。

## 主な著作
- おかげさんの心（大和出版）1992年、ISBN 978-4804750262